# Aristeis
Aristeis is een geslacht van vlinders van de familie sikkelmotten (Oecophoridae), uit de onderfamilie Oecophorinae.

## Soorten
- A. chloropa Meyrick, 1914
- A. chrysoteuches Meyrick, 1884
- A. macrotricha Lower, 1903